# 圖斯涅米
圖斯涅米是芬蘭的城市，位於該國東部，由北薩沃尼亞區負責管轄，始建於1870年，面積699.43平方公里，2012年人口2,818，人口密度為每平方公里5.19人。

## 外部連結
- Municipality of Tuusniemi （页面存档备份，存于） – Official website （文）